# Yūsuke Chajima
Yūsuke Chajima (茶島雄介?, Chajima Yūsuke; Aki-ku, 20 luglio 1991) è un calciatore giapponese, centrocampista del Sanfrecce Hiroshima.

## Statistiche

### Presenze e reti nei club
Statistiche aggiornate all'8 dicembre 2024.
| Stagione                   | Squadra                    | Campionato                 | Campionato | Campionato | Coppe nazionali | Coppe nazionali | Coppe nazionali | Coppe continentali | Coppe continentali | Coppe continentali | Altre coppe | Altre coppe | Altre coppe | Totale | Totale |
| Stagione                   | Squadra                    | Comp                       | Pres       | Reti       | Comp            | Pres            | Reti            | Comp               | Pres               | Reti               | Comp        | Pres        | Reti        | Pres   | Reti   |
| -------------------------- | -------------------------- | -------------------------- | ---------- | ---------- | --------------- | --------------- | --------------- | ------------------ | ------------------ | ------------------ | ----------- | ----------- | ----------- | ------ | ------ |
| 2014                       | Sanfrecce Hiroshima        | J1                         | 1          | 0          | CG+CdL          | 3+1             | 0               | ACL                | 0                  | 0                  | SG          | 0           | 0           | 5      | 0      |
| 2015                       | Sanfrecce Hiroshima        | J1                         | 3          | 0          | CG+CdL          | 4+5             | 0               | -                  | -                  | -                  | Cmc         | 3           | 0           | 15     | 0      |
| 2016                       | Sanfrecce Hiroshima        | J1                         | 22         | 3          | CG+CdL          | 0+1             | 0               | ACL                | 2                  | 0                  | SG          | 1           | 0           | 26     | 3      |
| 2017                       | Sanfrecce Hiroshima        | J1                         | 12         | 0          | CG+CdL          | 3+5             | 0+1             | -                  | -                  | -                  | -           | -           | -           | 20     | 1      |
| 2018                       | JEF United                 | J2                         | 39         | 3          | CG              | 1               | 0               | -                  | -                  | -                  | -           | -           | -           | 40     | 3      |
| 2019                       | JEF United                 | J2                         | 22         | 1          | CG              | 0               | 0               | -                  | -                  | -                  | -           | -           | -           | 22     | 1      |
| Totale JEF United          | Totale JEF United          | Totale JEF United          | 61         | 4          |                 | 1               | 0               |                    | -                  | -                  |             | -           | -           | 62     | 4      |
| 2020                       | Sanfrecce Hiroshima        | J1                         | 29         | 0          | CdL             | 1               | 0               | -                  | -                  | -                  | -           | -           | -           | 30     | 0      |
| 2021                       | Sanfrecce Hiroshima        | J1                         | 21         | 0          | CG+CdL          | 1+6             | 0               | -                  | -                  | -                  | -           | -           | -           | 28     | 0      |
| 2022                       | Sanfrecce Hiroshima        | J1                         | 7          | 1          | CG+CdL          | 4+8             | 0               | -                  | -                  | -                  | -           | -           | -           | 19     | 1      |
| 2023                       | Sanfrecce Hiroshima        | J1                         | 7          | 2          | CG+CdL          | 1+0             | 0               | -                  | -                  | -                  | -           | -           | -           | 8      | 2      |
| 2024                       | Sanfrecce Hiroshima        | J1                         | 2          | 0          | CG+CdL          | 3+0             | 0               | ACL2               | 4                  | 0                  | -           | -           | -           | 9      | 0      |
| Totale Sanfrecce Hiroshima | Totale Sanfrecce Hiroshima | Totale Sanfrecce Hiroshima | 104        | 6          |                 | 46              | 1               |                    | 6                  | 0                  |             | 4           | 0           | 160    | 7      |
| Totale carriera            | Totale carriera            | Totale carriera            | 165        | 10         |                 | 47              | 1               |                    | 6                  | 0                  |             | 4           | 0           | 222    | 11     |

## Palmarès

### Club

#### Competizioni nazionali
- Supercoppa del Giappone: 3

Sanfrecce Hiroshima: 2014, 2016, 2025
- Campionato giapponese: 1

Sanfrecce Hiroshima: 2015
- Coppa J. League: 1

Sanfrecce Hiroshima: 2022

### Nazionale
- Universiadi:   1

Kazan' 2013